# Tom Araya
Tom Araya   (Viña del Mar, 6 de juny de 1961), és el baixista i vocalista de la banda nord-americana de thrash metal Slayer. Als cinc anys, la família d'Araya es va mudar als Estats Units, i als vuit va aconseguir el seu primer baix i va començar a tocar música de The Beatles i The Rolling Stones amb el seu germà més gran, que tocava la guitarra.
Araya va aconseguir un treball el 1980 com a paramèdic, el salari del qual va utilitzar per cofinançar la producció del primer àlbum de Slayer, Show No Mercy. La majoria de les seves contribucions en les lletres de les cançons del grup tracten sobre els assassins en sèrie, un tema que troba interessant. La seva primera contribució lírica va ser al disc South of Heaven de 1988.
Araya té dos fills, un nen i una nena. Està casat i viu a Buffalo, Texas, amb la seva esposa, a qui va conèixer en un xou de Slayer fa temps. El seu germà Juan Araya, més conegut com a John Araya, és el baixista de la banda de death metal melòdic Thine Eyes Bleed.

## Biografia
Araya va néixer en Viña del Mar, Xile —no a Valparaíso com es pensa—, el quart fill d'una família de nou. A l'edat de cinc anys la seva família es va traslladar a la ciutat de South Gate, Califòrnia. En internet van circular rumors|remors que afirmaven que ell i la seva família haurien deixat Xile per raons polítiques, la qual cosa va ser desmentit pel mateix Araya: "Ens en vam anar als Estats Units en 1966, i va anar abans que en 1973 comencés aquesta merda ja estàvem als Estats Units".
El germà més gran de Tom tocava la guitarra, i va ser ell qui li va ensenyar a tocar el baix als vuit anys, amb el que es van aprendre diverses cançons dels Beatles i els Rolling Stones. A començaments de la dècada de 1980, la germana més gran d'Araya li va aconsellar que treballés com paramèdic, pel que va prendre un curs de dos anys en el que va aprendre a posar tubs, a usar una xeringuilla per extreure sang i a mesurar les proporcions correctes per a una barreja d'aire.
En 1981 va conèixer a Kerry King, qui li va oferir un lloc|parada a la seva banda Slayer. Araya va acceptar tot seguit, i gràcies al seu treball|feina com a parametge va poder finançar el que seria el seu primer àlbum d'estudi, Show No Mercy. En 1984, Araya va sol·licitar permís en l'hospital en el qual treballava per poder realitzar la gira per Europa que Slayer tenia preparada, a la qual cosa l'hospital es va negar. Després de més d'un mes sense acudir al seu treball, l'hospital va acomiadar Araya.
En 1991, en la gira "Clash of Titans" amb Megadeth, Anthrax, Suicidal Tendencies i Alice in Chains, Dave Mustaine, el controvertit líder de Megadeth, li va dir Araya: "M'agrada quan em jupes la polla". En resposta, Araya va cridar a Mustaine homosexual en escena. Els insults entre ambdues bandes van fer que les relacions entre Megadeth i Slayer es debilitessin fins a l'actualitat, encara que anteriorment, Mustaine havia insultat a Kerry King després que aquest decidís concentrar-se a Slayer en lloc d'en Megadeth, on va romandre com a membre durant un mes.
Durant aquesta gira, Araya es va fer amic de Jerry Cantrell, guitarrista d'Alice in Chains, el que va provocar que Araya col·laborés en la cançó "Intro (Dream Sequence)" de l'àlbum Dirt: "Només vaig cridar-hi. Jerry em va cridar perquè cridés I'm Iron God! (Sóc el Déu de ferro), i això va ser el que vaig fer".
Araya resideix en un ranxo de Buffalo, Texas, junt amb la seva dona Sandra Araya i dos fills, en el que ajuda a cuidar-se dels animals que posseeix la familia, a més d'ensenyar a cantar a la seva dona. El 2006, Araya va ser sotmès a una operació en seu vesícula biliar, pel que va haver d'ajornar el començament de la gira "The Unholy Alliance" una setmana més tard. A més, a causa d'aquesta operació, el vocalista xilè va ser incapaç d'acabar de gravar la cançó "Final Six", que anava a aparèixer a l'àlbum Christ Illusion. Tanmateix, la cançó va aparèixer en la versió de luxe del disc. Per la seva part, Araya va portar per primera vegada al seu fill de gira amb ell: "És bo exposar-los a aquesta edat tan jove. El meu primer concert va ser als 17 anys".

## Religió
Araya va comentar l'error en el qual queia la premsa en dir que els membres de la banda eren adoradors de Satanàs: "Sí, sí, crec que aquest és un dels majors errors sobre la banda, només som persones normals". Si el guitarrista Kerry King compon una bona cançó, Araya expressa les seves creences en ella: "No sóc un d'aquests que diu Això és una merda perquè no hi crec. Per a mi, està millor dir Això està molt bé, cabrejaràs la gent amb això".
En una entrevista, Araya creu que "Crist va venir a ensenyar-nos amor, a no fer-li res dolent a la resta. Aquest va ser el seu discurs: Accepta els altres per com són. Viu en pau i estima els altres". A la pregunta de si creia en Déu, va replicar: "Crec en un ésser superior, sí... Però ell ens vol a tots". Araya va explicar que té "una forta creença en la religió", i la imatge de Slayer ni les seves paraules poden "mai interferir amb el que crec i el que sento... La gent no sap gaire bé on han de preguntar-se sobre les seves creences, a causa d'un llibre o història que algú va escriure, o una cançó de Slayer". Araya va aparèixer al seu torn al documental de Sam Dunn Metal: A Headbanger's Journey, i va contestar a la pregunta sobre el seu fons religiós, en el que es va definir com catòlic amb una ganyota. També va replicar a la pregunta " On encaixa God Hates Us All?": "Déu no odia ningú, però és un títol genial ".
En una altra entrevista, Araya va declarar: "Sí, crec en Déu. Vinc d'un país catòlic, vaig néixer i em van criar en un país catòlic. Els meus pares, el meu pare i la meva mare ajudaven en una església a Los Angeles... De fet el meu pare, que va morir fa un temps, era diaca i la meva mare encara ensenya catequesi els dies diumenge. Així que tinc molta fe en Dios".

## Lletres de cançons

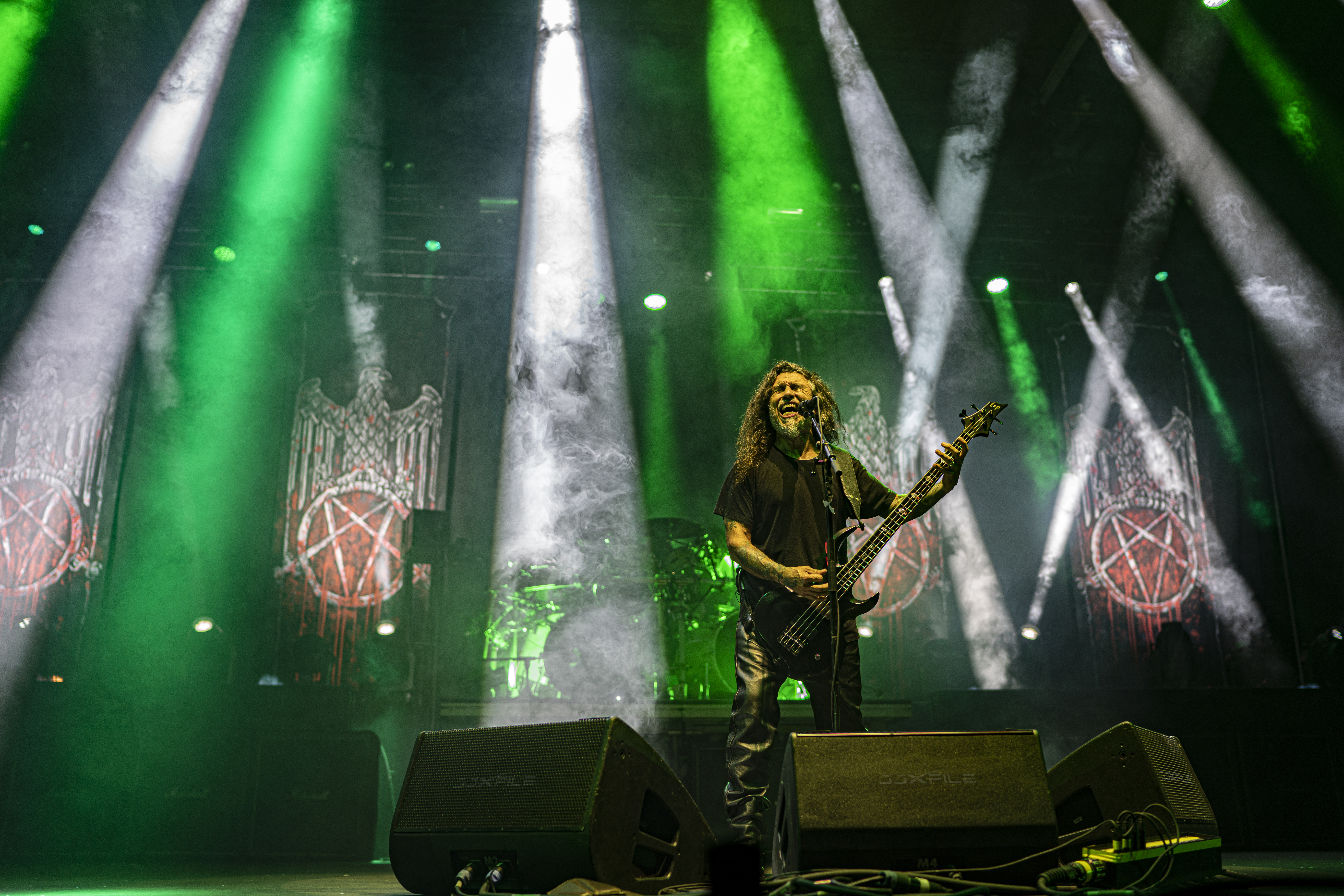
Actuant amb Slayer en 2019

Les primeres contribucions d'Araya van ser en les lletres de South of Heaven. El seu interès sobre els assassins en sèrie inspira moltes de les lletres de les cançons de Slayer, incloent els temes "213", sobre Jeffrey Dahmer, i "Dead Skin Mask", sobre Ed Gein, que va assassinar disset persones. "Per què? Estic intentant veure d'on venen aquests oncles perquè potser ho entengui. Sempre va ser un tema que em va intrigar".
Araya va escriure la lletra de "Eyes of the Insane" del disc Christ Illusion, que va guanyar un premi Grammy en 2006. La inspiració de la lletra va venir d'un article a la revista Texas Monthly sobre les baixes civils de la guerra, i les experiències dels soldats en intentar suportar els traumes ocasionats a les seves missions. Araya va declarar: "En punts de la seva missió a l'Iraq, els militars necessiten ajuda, i tendeixen a rebutjar-la. Intenten amagar-la i esperen que tot anirà bé. Intenten que tot sembli que va bé, quan en realitat hi ha un munt de merda que la gent no pot suportar. Hi ha un munt de soldats que tornen a casa amb angoixa mental. I la part trista és que sentim parlar de l'estrès posttraumàtic després de la guerra del Vietnam i de la guerra del Golf i els militars sembla que volen oblidar-se de tot amb cada nova guerra. És una merda".

## Equipament
- Baixos ESP, sèries Hill i B.C. Rich
- Amplificadors SVT.
- Pastilles EMG i Bartolini.
- Cordes D'Addario.

## Discografia
- Show No Mercy - 1983
- Haunting the Chapel (EP) - 1984
- Hell Awaits - 1985
- Reign in Blood - 1986
- South of Heaven - 1988
- Seasons in the Abyss - 1990
- Divine Intervention - 1994
- Undisputed Attitude - 1996
- Diabolus in Musica - 1998
- God Hates Us All - 2001
- Eternal Pyre (EP) - 2006
- Christ Illusion  - 2006